# Úd (hudební nástroj)

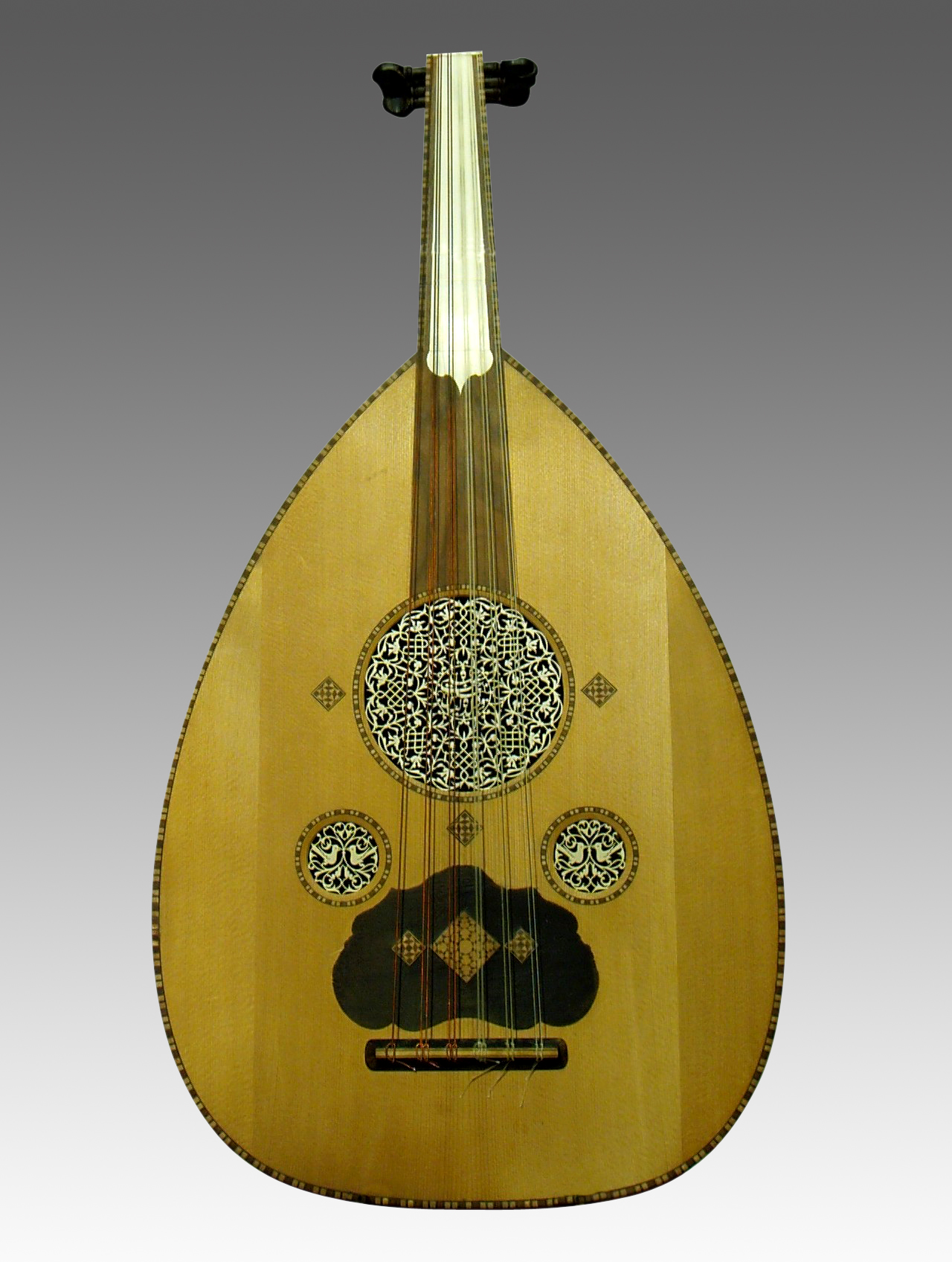
Úd se šesti zdvojenými strunami

Úd (někdy psáno s arabským určitým členem jako al-úd, jindy bez diakritiky ud, ʻud, oud, ojediněle též út či elaúd) je arabský hudební nástroj. Je to drnkací nástroj s krátkým krkem o hmatníku bez pražců, rezonanční skříň má vyduté dno s rovným víkem. Je to přímý předchůdce loutny.

## Název
Název nástroje pochází z arabského ʿūd (عود). Odtud je též odvozeno označení turecké varianty nástroje jako ud nebo ut a řecké jako úti (ούτι). Perská varianta údu je známa pod jménem barbat (بربط). Z názvu nástroje s arabským určitým členem al-ʿūd pochází též označení loutny v řadě evropských jazyků, včetně českého loutna.
Jako etymologie názvu se povětšinou udává metonymie z arabského ʿūd ve významu "dřevo", avšak možný je též původ z perského rud ve významu "struna".